# Földes Árpád
Földes Árpád, születési és 1886-ig használt nevén Feldmann Árpád (Liptószentmiklós, 1865. december 2. – Rákoskeresztúr, 1931. június 10.) jogász, köz- és váltóügyvéd, királyi tanácsos, hírlap- és színműíró.

## Élete
Földes (Feldmann) Adolf (1833–1893) jómódú kereskedő és Politzer Róza (1834–1891) fiaként született zsidó családban. Születése után néhány hónappal családjával Pestre költözött. Nővére Földes Kamilla (1862–1943) okleveles tanítónő, húga Földes Hermina (1874–1962), Beer Miksa gyárigazgató felesége. Kikeresztelkedett a református vallásra.
Középiskolai tanulmányait 1875 és 1881 között a Pesti Királyi Katolikus Állami Főgimnáziumban, 1882 és 1885 között a Budapesti Református Főgimnáziumban végezte. Ezután a Budapesti Tudományegyetem Jog- és Államtudományi Karának hallgatója lett. 1892-ben ügyvédi oklevelet nyert. 1893 januárjában felvették a Budapesti Ügyvédi Kamara tagjainak sorába. 1895-től ügyvédi irodáját az Erzsébet körút 15. szám alól – ahol 1892. december 25-től működött – a József körút 7. alá helyezte át. 1896 októberében az Ugocsa vármegyei Halmi kerületben a Szabadelvű Párt jelöltjének választották, azonban a választáson nem került be az országgyűlésbe. 1897-ben tagja lett a fővárosi képviselőtestületnek.
A közügyek terén szerzett érdemei elismeréséül 1914. június 7-én az uralkodó királyi tanácsosi címet adományozott számára.
Több vidéki lapnak küldött tudósításokat a fővárosból, mint például a Kőszegnek és a Kecskemétnek. A Hírcsarnok című hírlapnál is dolgozott, ahonnan a Neues Politisches Volksblatt szerkesztőségébe került. 1892-től elsősorban mint külső munkatárs folytatta hírlapírói tevékenységét: írt a napi teendőkön kívül fővárosi életképeket, tárcákat, törvényszéki karcolatokat és jogi szakcikkeket. A Dohányárus című szaklap felelős szerkesztője és kiadója volt.
1931. június 10-én Rákoskeresztúron hunyt el. Halálát agyvérzés okozta.

### Temetése
A Fiumei úti sírkertben a református egyház szertartása szerint helyezték nyugalomra. A gyászszertartást Dobos Dezső református lelkész végezte, majd Radványi László kormánytanácsos a Magyar Szaklapok Országos Egyesülete nevében, Halász Ignác pedig a Józsefvárosi Polgári Kaszinó képviseletében búcsúztatta az elhunytat. A sírnál dr. Gegus Dániel főkapitányhelyettes a Budapesti Református Főgimnáziumi Diákszövetség nevében mondott búcsúbeszédet.

### Családja
Felesége Fuchs Adél (1869–1945) volt, Fuchs Ignác nagybirtokos és Fuchs Zsófia lánya, akivel 1894. október 7-én a Dohány utcai zsinagógában kötött házasságot. Az esküvőn jelen volt többek között gróf Gyürky Ábrahám országgyűlési képviselő, Gruber Lajos királyi ügyész, Baumann Mór és Kürthy József bírák.
Gyermekei:
- Földes Elemér Iván (Budapest, 1900. november 6. – 1983. augusztus 15.) bőrgyógyász, főorvos, egyetemi tanársegéd.
- Földes Miklós Géza Adolf (Budapest, 1902. június 16. – ?) építészmérnök.

## Művei
- A sárkányölő és az elvarázsolt három királykisasszony, vagy: a hős szabó. Bohózatos tündérrege dalokkal 6 képben. Szerk. Palágyi Lajossal. (1888)
- Aladin csodalámpája vagy: A bagdadi szabó. Keleti varázsrege „Ezer egy éj“ című elbeszélésből énekkel és tánccal 5 képben; átdolgozta Földes Árpád (1890)
- Rubeczál a hegyi szellem és az arany falevelek vagy: A víg szabó kalandjai. Bohózatos varázsrege 9 képben. Írták Földes Árpád és Palágyi Lajos. (1892)
- A magyar iparos törvényszükséglete. Budapest, 1899
- A sárkányölő és a három elvarázsolt királyleány vagy: „A csoda arany almafa". Regényes varázsrege dalokkal és táncokkal 7 képben. Magyarosították: Földes Árpád és Palágyi Lajos (1901)
- A magyar ipar a liége-i kiállításon. (Honi Ipar, 1905, 17.)